# Operacija Zelena tabla – Mala bara
Operacija Zelena tabla – Mala bara prva je iz serije Bitki za vojarne, koje se također nazivaju i Rat za vojarne, koje su se odigrale tijekom 1991. diljem Hrvatske kao dio Domovinskog rata, s najvažnijim sukobima tijekom rujna. Ova operacija se vodila u Pločama i okolici između hrvatskih snaga i Jugoslavenske narodne armije (JNA).

## Planiranje operacije
U sklopu plana razoružavanja Teritorijalne obrane u proljeće 1990., JNA je htjela staviti pod nadzor oružje koje je legitimno pripadalo hrvatskom narodu, a sve da bi se lakše izveo cilj okupiranja Hrvatske. Tako se u skladištima JNA na Maloj bari (koja su pripadala vojarni u Pločama) nalazilo 4374 cijevi, i to: TO Makarska (1300 cijevi), TO Metković (1250 cijevi), TO Ploče (1024 cijevi) te TO Vrgorac (800 cijevi). Osim toga, u skladištima je bilo 60 ručnih bacača, 8 minobacača 60 mm (s 1840 mina), 10 minobacača 82 mm (s 3520 mina), 8 strojnica Browing 12,7 mm, dva PZO topa M-38/1 20 mm, 8 PZO topova Oerlikon 20/1 mm kao i 100 puškomitraljeza 7,9 mm sa streljivom, također oružje Teritorijalne obrane. U skladištima se nalazila i velika količina granata kalibra od 20, 40, 57 i 76 mm, protutenkovskih i protupješačkih mina, ručnih bombi, tromblona, metaka i ostale ratne opreme. Već u kolovozu 1991. napravljena su prva izviđanja, kojima se utvrdilo da iako su skladišta bilo slabo branjena, cijela akcija će se moći provesti isključivo ako obuhvati sve objekte JNA u Pločama. Razlog tomu ponajprije je bio da bi se blokirala potencijalna intervencije snaga JNA u obrani skladišta.
Primarni cilj akcije, kompleks skladišta činilo je 16 objekata osiguranih žičanom ogradom, a čuvalo ga je 16 vojnika, 3 dočasnika i 3 dresirana psa. Osiguranje je činila i jedna promatračnica, dva stražarska mjesta te mitraljesko gnijezdo na ulazu. Plan je predviđao i zauzimanje ostalih vojnih objekata u gradu, prvenstveno vojarne "Stanko Parmać", smještene u luci, u kojoj je boravilo oko 70 vojnika i časnika. U njoj se nalazilo 20 kamiona u uporabi, oko 80 konzerviranih kamiona i ostalih vozila, razna vojna oprema, pješačko naoružanje i streljivo. Vojarna je bila osigurana s tri stražarska mjesta. U ratnoj luci "Portini" bio je stacioniran 16. divizion u čijem se sastavu nalazilo 6 minolovaca sa 150 mornara i časnika. Osiguranje je činilo jedno stražarsko mjesto i mitraljesko gnijezno na brdu iznad sidrišta. Odmah uz ratnu luku postojala je i tehnička radionica nije bila značajna kao vojni objekt, već zbog oružja koje se tamo nalazilo na remontu. Postojala su još dva vojna objekta, i to skladište pomorskih mina i goriva u uvali Tatinje, te Dom JNA. Ova tri objekta nisu imala značajno osiguranje, i procijenilo se da će zauzimanjem ostalih objekata i oni biti zauzeti bez većih problema. Plan operacije završen je 9. rujna 1991. i predan Davorinu Domazetu, Imri Agotiću i Luki Bebiću koji su ga odobrili, a predviđao je da u njemu sudjeluju sljedeće snage:
- Metković:
  - 120 pripadnika aktivnog sastava ZNG-a,
  - 180 pripadnika pričuvnog sastava ZNG-a,
  - 130 pripadnika policije, od toga 35 specijalaca,
  - 1200 pripadnika odreda Narodne zaštite;
- Ploče:
  - 90 pripadnika pričuvnog sastava ZNG-a,
  - 20 pripadnika Lučke garde
  - 168 pripadnika policije, od toga 69 specijalaca,
  - 500 pripadnika odreda Narodne zaštite;
- Split:
  - 11 padobranaca-diverzanata, pripadnika 4. br. ZNG-a
- pomorske snage:

- - remorkeri Kastor i Trudbenik,
  - plovna dizalica Birina,
  - trajekt Pločanka,
  - dvije pilotine Luke Ploče;
- ostale snage:
  - oklopljeni kamion iz Opuzena,
  - tri oklopljena kamiona 4. br. ZNG-a,
  - 40 kamiona s područja Metkovića i Opuzena,
  - 20 kamiona s područja Splita,
  - 40 kamiona u pričuvi,
  - 25 toki-voki uređaja te druga sredstva veze, ometanja i prisluškivanje veza.

## Tijek operacije
Iako je 13. rujna bio predviđen za održavanje akcije (čak je i dio operacija i započeo taj dan), slijedom okolnosti na relaciji Zagreb - Metković - Ploče, do nje je došlo tek sljedeći dan. Zahvaljujući tome, JNA je dodatno minirala i osigurala objekte i efekt iznenađenja je izostao. U subotu, 14. rujna u 18,30 sati policija je blokirala Jadransku magistralu od Makarske do Rogotina, kao i sve sporedne ceste kako si se spriječio pokušaj pomoći kopnenih snaga JNA iz drugih vojarni, prvenstveno iz Splita. Svi domovi zdravlja u okolini su bili stavljeni u punu pripravnost, a bile su prekinute i sve telefonske veze u cijelom kraju. U 19,05 sati prekinuta je opskrba električnom energijom u cijeloj dolini, da bi akcija započela 10-ak minuta poslije toga. Hrvatske snage pred skladištem su dale ultimatum vojnicima za predaju, i nakon kraćih pregovora, zahvaljujući razumnosti dočasnika JNA ušle u kompleks u Maloj bari. Već za pola sata počeo je utovar opreme i naoružanja.
Zauzimanje ostalih objekata JNA u Pločama nije proteklo jednostavno kao u skladištu u Maloj bari. Poziv na predaju zapovjedništva i tehničke radionice dočekan je rafalnom paljbom. Zbog miniranog prilaza, hrvatske snage su stajale na odstojanju i nisu mogle ući u krug objekata. Jednaka situacija bila je i u luci, gdje je s minolovaca otvorena paljba kako po hrvatskim snagama, tako i po samom gradu. Zbog nedostatka vojnih sredstava i zapovijedi da se vojna plovila ne uništavaju okršaj se nije pretvorio u bitku, ali se smatra prvim pomorskim sukobom Domovinskog rata. Slično stanje bilo je i u skladištu u Tatinju, gdje je nakon odbijanja predaje otpočeo napad, ali je ubrzo prekinut zbog miniranog prilaza i prijetnji zapovjedništva JNA da će uništiti skladište.
Iako je najveći dio komunikacija bio ili ometan ili u prekidu, zapovjedništvo JNA je ipak stupilo u kontakt sa zapovjedništvom Vojno pomorske oblasti u Splitu koja je zajedno sa zapovjedništvom na Visu uputila pomoć, zrakoplovstvo 97. aviobrigade čiji su zrakoplovi bili u Mostaru i Zemuniku, a o čemu su obaviještene hrvatske snage na terenu. Do 22,30 sati iz skladišta je bilo izvučen 31 kamion opreme i naoružanja, a već oko 22,45 grad su nadletjela dva zrakoplova JNA i izbacila svjetleće bombe. To je značilo prekid napada na vojne objekte, no ne i prekid ukrcaja oružja iz Male bare. Budući da je postalo jasno da se plovila neće zarobiti, napadnuti su minolovci u luci: tri su zapaljena, a četvrti je bio onesposobljen za manevar. Nakon osvjetljavanja okoline, doletjela su druga dva zrakoplova i započela raketiranje. Napadi zrakoplova su se nastavili, pa je tako tu noć izvedeno još šest napada, uglavnom na skladište u Maloj bari i okolnim cestama, u kojima je je smrtno stradala jedna osoba, dvije su ranjene, a uništena su tri kamiona i jedno osobno vozilo. Iako je plan operacije predviđao obranu neba od zrakoplova oružjem izvučenim iz skladišta, to se nije dogodilo. Dio protuzrakoplovnog oružja je onesposobila sama JNA, a drugim oružjem zbog nepoznavanja nije imao tko djelovati, tako da je nebo ostalo nebranjeno. Rano ujutro 15. rujna operacija je prekinuta.
Osim zrakoplova, podršku snagama JNA davale su i pomorske snage, i to raketna topovnjača, dva raketna i dva torpedna čamca koji su uplovili 14. rujna oko 23 sata. Primarni cilj im je bio onesposobljavanje čelične sajle postavljene u luci koja je sprječavala isplovljavanje minolovaca prema otvorenom moru. Djelovale su i po hrvatskim snagama (posebno na položajima na brdu Straženica) te po luci i dijelu grada. Niti jedna granata nije uspjela onesposobiti sajlu, već su je prekinuli torpedni čamci, nakon čega je cijela flota od ukupno 11 plovila isplovila u Neretvanski kanal, nakon čega su otvorili paljbu prvenstveno po hrvatskim snagama i luci. Napadi zrakoplova nastavili su se i 16. rujna, uglavnom po skladištu u Maloj bari i okolnim cestama, a nadlijetanja su se događala sve do 26. rujna. Istog dana započeti su i pregovori a osnovni zahtjev i ultimatum JNA je bio oslobađanje 12 časnika koji su zarobljeni dan prije. Kako je udovoljeno njihovom zahtjevu, napadi na grad su prestali. Ratni brodovi koji su ostali ispred grada su uplovljavali više puta odvozeći časnike i vojnike, dokumentaciju kao i oružje i gorivo iz skladišta Tatinje. Hrvatske snage su 17. rujna preuzele objekte koji nisu bili pod njihovim nadzorom. Pomorska blokada Ploča uspostavljena 17. rujna prekinuta je 23. rujna, a život u Pločama se normalizirao 25. rujna

## Rezultati operacije
Admiral Sveto Letica već 21. rujna 1991. utemeljuje ratnu luku oznake 1/1, a 5. listopada prvi novaci prve generacije s područja Neretve formiraju prvu četu mornaričko-desantnog pješaštva. Nakon nekoliko mjeseci ratna luka prerasta u pomorsko zapovjedništvo HRM za južni Jadran.
Bitka je značila veliku pobjedu, jer su hrvatske snage zaplijenile vrijednu tešku opremu (topništvo, rakete) kao i duge cijevi i streljivo iz vojnih skladišta. Procjenjuje se da je iz skladišta u Maloj bari izvučeno 4800 pušaka, 20 protuavionskih topova, 190 puškomitraljeza, 500 pištolja, te velika količina raznih drugih vrsta oružja i streljiva. U ostalim objektima JNA u Pločama zaplijenjeno je 120 kamiona i drugih vrsta vozila, 84 topa 20 i 40 mm, te velike količine streljiva za pješačko naoružanje kao i velike količine granata i mina (oko 350 tona). Uzimajući u obzir da su branitelji cijele Dalmacije u to vrijeme raspolagali s oko 3500 pušaka, rezultati ove operacije postaju još upečatljiviji. Strateški promatrano, zauzimanje vojnih objekata u Pločama poremetilo je planove JNA osvajanja Doline Neretve i odsijecanja juga Hrvatske. U spomen na ovu operaciju, Ploče su za dan grada proglasile 14. rujna, a prvi Maraton lađa, održan je 13. rujna 1998. u spomen ove operacije.

## Vanjske poveznice
- General o akciji 'Zelena tabla - Mala Bara': Umalo su nas naši sve pobili
(Razgovor sa zapovjednikom operacije, generalom Petrom Šimcom, Slobodna Dalmacija, 13. rujna 2011.)
- Velin Jovanov je prijetio: JNA će poravnati Ploče (Slobodna Dalmacija,  26. kolovoza 2004.)
- Svečano položeni vijenci i zapaljene svijeće poginulom hrvatskom branitelju u akciji „Zelena tabla - Mala Bara“ Anti Vrdoljaku i svim hrvatskim vitezovima; U Baćini otvoreno spomen obilježje Ninoslavu Abramoviću  Arhivirana inačica izvorne stranice od 5. studenoga 2014. (Wayback Machine)